# Timberville (Lagos)
Timberville ist eine neu angelegte Ortschaft nahe der nigerianischen Metropole Lagos. Sie gruppiert sich um das neue Sägewerk von Lagos. Die umfangreiche Holzwirtschaft von Lagos wird im Dezember 2022 von der Stadtmitte in den neuen Standort umziehen.

## Oko Baba, der alte Standort
Bereits in der Kolonialzeit war Nigeria ein wichtiger Holzexporteur, insbesondere von Rotholz und Mahagoni. Das Material wurde am Rande der Hafenstadt Lagos, im Vorort Oko Baba, verschifft. Mit dem raschen Wachstum von Lagos wurde die periphere Lage jedoch zentral und die Holzindustrie wurde zunehmend zu einem Hindernis für das tägliche Leben in der Großstadt. Auch brachen in Oko Baba regelmäßig Brände aus, die eine Bedrohung für die gesamte Stadt darstellten.
Außerdem geht Oko Baba buchstäblich fließend in den treibenden Slum Makoko über, der nur mit viel gutem Willen als das „Venedig Afrikas“ bezeichnet werden kann und sich zum Beispiel polizeilichen Maßnahmen weitgehend entzieht. Zusätzlich zur sozialen Komponente ist ein weiteres Problem die Umweltverschmutzung durch große Mengen von freiwerdendem Sägemehl, das dort, wo es auf der Wasseroberfläche landet, in Fäulnis übergeht.
Aus den genannten Gründen planten bereits viele Landesregierungen des Staates Lagos eine Umsiedlung des „Holz-Stadtviertels“ an eine günstigere Stelle. Dies wurde unter der neoliberalen Administration von Gouverneur Sanwo-Olu nahe dem Fischerdorf Ikosi realisiert und erhielt schnell den Namen „Timberville“.

## Der neue Standort
Timberville liegt, wie andere laufende Großprojekte des Bundesstaates Lagos auch (Reismühle Imota, Food Logistics Hub), an der Grenze zum Bundesstaat Ogun zwischen Ikorodu und Epe mit Anschluss an den dortigen Expressway. Die Freihandelszone Lekki mit dem neuen Tiefseehafen und der Dangote-Raffinerie befindet sich in der Nähe.
Außer dem Sägewerk mit einer Bandsägehalle umfasst Timberville einen Verladebereich (boom area), einen Baumstammvorbereitungsbereich, Verkaufsbüros, einen Trailer Park, eine Versammlungshalle, ein Restaurant, eine Polizeiwache, eine Feuerwehrstation, 160 Reihenhäuser mit 2 Schlafzimmern für Beschäftigte, die Versorgung mit fließendem Wasser und öffentliche Toiletten. Freiwerdendes Sägemehl wird in einer eigenen Brikett-Anlage zu Pellets gepresst, die der Industrie als Heizmaterial verkauft werden sollen. Sie hat eine Kapazität von 1500 Tonnen in der Stunde.
Verzögerungen gab es beim Anlegen der Zufahrtsstraße, deren Hauptbrücke sich unerwartet als baulich schwierig erwies. Dies wurde dadurch gelöst, dass eine temporäre Behelfsstraße angelegt wurde.